# Skrzelowate
Skrzelowate (Aulopidae) – niewielka rodzina morskich ryb skrzelokształtnych (Aulopiformes).

## Zasięg występowania
Strefa tropikalna i subtropikalna Oceanu Atlantyckiego i Spokojnego, również w Morzu Śródziemnym. Żyją w wodach bentalu.

## Charakterystyka
Ciało wydłużone. Głowa nieznacznie spłaszczona grzbietobrzusznie, z szerokim otworem gębowym. Duża płetwa grzbietowa z 14–22 promieniami. Liczba promieni w płetwie odbytowej 9–13. Łuski cykloidalne lub grzebykowate, występują na głowie i tułowiu. Liczba kręgów: 36–53. Skrzelowate osiągają długość ciała od 20 do 60 cm. Prowadzą przydenny, drapieżniczy tryb życia.

## Klasyfikacja
Rodzaje zaliczane do tej rodziny:
Aulopus – Hime – Latropiscis – Leptaulopus